# La Lapa
La Lapa è un comune spagnolo di 313 abitanti situato nella comunità autonoma dell'Estremadura.